# Nuoto ai campionati europei di nuoto 2024 - 100 metri rana maschili
La gara degli 100 metri rana maschili dei campionati europei di nuoto 2024 si è svolta il 17 e il 18 giugno 2024 presso il Centro Sportivo Milan Gale Muškatirović di Belgrado.

## Podio
| Pos.    | Atleta             | Nazione  |
| ------- | ------------------ | -------- |
| Oro     | Melvin Imoudu      | Germania |
| Argento | Berkay Öğretir     | Turchia  |
| Bronzo  | Andrius Šidlauskas | Lituania |

## Record
Prima della manifestazione il record del mondo (RM) e il record dei campionati (RC) erano i seguenti.
|  | 56"88 | Adam Peaty | 21 luglio 2019 Gwangju |
|  | 56"88 | Adam Peaty | 21 luglio 2019 Gwangju |
|  | 57"10 | Adam Peaty | 4 agosto 2018 Glasgow  |

Durante la competizione non sono stati migliorati record.

## Programma
| Data           | Ora   | Turno      |
| -------------- | ----- | ---------- |
| 17 giugno 2024 | 10:19 | Batterie   |
| 17 giugno 2024 | 19:05 | Semifinali |
| 18 giugno 2024 | 18:48 | Finale     |

## Risultati

### Batterie
| Pos. | Batteria | Corsia | Atleta                       | Nazionalità | Tempo       | Note |
| ---- | -------- | ------ | ---------------------------- | ----------- | ----------- | ---- |
| 1    | 5        | 5      | Andrius Šidlauskas           | Lituania    | 59"36       | Q    |
| 2    | 4        | 4      | Melvin Imoudu                | Germania    | 59"43       | Q    |
| 3    | 5        | 6      | Ron Polonsky                 | Israele     | 1'00"07     | Q    |
| 4    | 5        | 4      | Lucas Matzerath              | Germania    | 1'00"09     | Q    |
| 5    | 3        | 4      | Berkay Öğretir               | Turchia     | 1'00"33     | Q    |
| 6    | 3        | 2      | Ljubomir Epitropov           | Bulgaria    | 1'00"37     | Q    |
| 7    | 3        | 5      | Jan Kalusowski               | Polonia     | 1'00"39     | Q    |
| 8    | 5        | 3      | Darragh Greene               | Irlanda     | 1'00"53     | Q    |
| 9    | 5        | 2      | Valentin Bayer               | Austria     | 1'00"61     | Q    |
| 10   | 4        | 5      | Bernhard Reitshammer         | Austria     | 1'00"64     | Q    |
| 11   | 4        | 3      | Noel de Geus                 | Germania    | 1'00"66     |      |
| 12   | 3        | 6      | Jonathan Itzhaki             | Israele     | 1'00"70     | Q    |
| 13   | 3        | 3      | Hüseyin Emre Sakçı           | Turchia     | 1'00"73     | Q    |
| 14   | 3        | 1      | Kristian Pitshugin           | Israele     | 1'01"11     |      |
| 15   | 3        | 7      | Volodymyr Lisovets           | Ucraina     | 1'01"20     | Q    |
| 16   | 4        | 7      | Jérémy Desplanches           | Svizzera    | 1'01"36     | Q    |
| 17   | 4        | 6      | Eoin Corby                   | Irlanda     | 1'01"39     | Q    |
| 18   | 5        | 8      | Vojtech Netrh                | Rep. Ceca   | 1'01"41     |      |
| 19   | 4        | 2      | Maksym Ovchinnikov           | Ucraina     | 1'01"51     |      |
| 20   | 3        | 8      | Elias Elsgaard               | Danimarca   | 1'01"52     |      |
| 21   | 4        | 0      | João Reisen                  | Lussemburgo | 1'01"64     |      |
| 22   | 2        | 6      | Snorri Dagur Einarsson       | Islanda     | 1'01"66     |      |
| 23   | 5        | 7      | Peter John Stevens           | Slovenia    | 1'01"74     |      |
| 24   | 2        | 3      | Daniils Bobrovs              | Lettonia    | 1'01"88     |      |
| 25   | 2        | 7      | Denis Svet                   | Moldavia    | 1'01"93     |      |
| 26   | 5        | 1      | Tonislav Sabev               | Bulgaria    | 1'02"02     |      |
| 27   | 3        | 9      | Yakov Yan Toumarkin          | Israele     | 1'02"13     |      |
| 28   | 5        | 0      | Christopher Rothbauer        | Austria     | 1'02"15     |      |
| 29   | 4        | 9      | Jørgen Bråthen               | Norvegia    | 1'02"21     |      |
| 30   | 4        | 8      | Georgios Aspougalis          | Grecia      | 1'02"38     |      |
| 31   | 1        | 5      | Einar Margeir Ágústsson      | Islanda     | 1'02"39     |      |
| 32   | 5        | 9      | Jonas Gaur                   | Danimarca   | 1'02"48     |      |
| 33   | 2        | 9      | Finn Kemp                    | Lussemburgo | 1'02"54     |      |
| 34   | 3        | 0      | Uiseann Cooke                | Irlanda     | 1'02"89     |      |
| 35   | 2        | 2      | Nusrat Allahverdi            | Turchia     | 1'03"03     |      |
| 36   | 2        | 5      | Uroš Živanović               | Serbia      | 1'03"14     |      |
| 37   | 2        | 1      | Olli Kokko                   | Finlandia   | 1'03"33     |      |
| 38   | 2        | 8      | Jovan Bojčić                 | Serbia      | 1'03"47     |      |
| 39   | 2        | 4      | Davin Lindholm               | Finlandia   | 1'04"16     |      |
| 40   | 1        | 4      | Jami Ihalainen               | Finlandia   | 1'04"24     |      |
| 41   | 1        | 8      | Vojtech Janecek              | Rep. Ceca   | 1'04"35     |      |
| 42   | 1        | 7      | Marko Priednieks             | Lettonia    | 1'04"54     |      |
| 43   | 1        | 2      | Luka Eradze                  | Georgia     | 1'04"61     |      |
| 44   | 1        | 1      | Matiss Katkins               | Lettonia    | 1'04"67     |      |
| 45   | 1        | 6      | Julius Nyberg                | Finlandia   | 1'04"78     |      |
| 46   | 1        | 3      | Matija Rađenović             | Serbia      | 1'05"34     |      |
| 47   | 1        | 0      | Bartal Erlingsson Eidesgaard | Fær Øer     | 1'05"70     |      |
| 48   | 1        | 9      | Even Qarri                   | Albania     | 1'05"70     |      |
| DNS  | 2        | 0      | Gian-Luca Gartmann           | Svizzera    | Non partito |      |

### Semifinali
| Pos. | Batteria | Corsia | Atleta               | Nazionalità | Tempo        | Note |
| ---- | -------- | ------ | -------------------- | ----------- | ------------ | ---- |
| 1    | 1        | 4      | Melvin Imoudu        | Germania    | 59"28        | Q    |
| 2    | 2        | 3      | Berkay Öğretir       | Turchia     | 59"54        | Q    |
| 3    | 1        | 5      | Lucas Matzerath      | Germania    | 59"71        | Q    |
| 4    | 2        | 6      | Jan Kalusowski       | Polonia     | 59"77        | Q    |
| 5    | 1        | 2      | Bernhard Reitshammer | Austria     | 59"98        | Q    |
| 6    | 2        | 4      | Andrius Šidlauskas   | Lituania    | 1'00"18      | Q    |
| 7    | 1        | 6      | Darragh Greene       | Irlanda     | 1'00"46      | Q    |
| 8    | 1        | 3      | Ljubomir Epitropov   | Bulgaria    | 1'00"47      | Q    |
| 9    | 2        | 7      | Jonathan Itzhaki     | Israele     | 1'00"58      |      |
| 10   | 2        | 1      | Volodymyr Lisovets   | Ucraina     | 1'00"74      |      |
| 11   | 2        | 8      | Eoin Corby           | Irlanda     | 1'00"89      |      |
| 12   | 2        | 2      | Valentin Bayer       | Austria     | 1'00"91      |      |
| 13   | 1        | 7      | Hüseyin Emre Sakçı   | Turchia     | 1'01"5       |      |
| 14   | 1        | 8      | Vojtech Netrh        | Rep. Ceca   | 1'01"24      |      |
| 15   | 1        | 1      | Jérémy Desplanches   | Svizzera    | 1'01"67      |      |
| DSQ  | 2        | 5      | Ron Polonsky         | Israele     | Squalificato |      |

### Finale
| Pos.    | Corsia | Atleta               | Nazionalità | Tempo   | Note |
| ------- | ------ | -------------------- | ----------- | ------- | ---- |
| Oro     | 4      | Melvin Imoudu        | Germania    | 58"84   |      |
| Argento | 5      | Berkay Öğretir       | Turchia     | 59"23   |      |
| Bronzo  | 7      | Andrius Šidlauskas   | Lituania    | 59"27   |      |
| 4       | 3      | Lucas Matzerath      | Germania    | 59"33   |      |
| 5       | 6      | Jan Kalusowski       | Polonia     | 59"58   |      |
| 6       | 2      | Bernhard Reitshammer | Austria     | 1'00"13 |      |
| 7       | 1      | Darragh Greene       | Irlanda     | 1'00"28 |      |
| 8       | 8      | Ljubomir Epitropov   | Bulgaria    | 1'00"34 |      |